# 鲢四极虫
鲢四极虫（学名：Chloromyxum hypophthalmichthys）为四极科四极虫属的动物。分布于俄罗斯以及黑龙江流域等，营寄生生活，寄生在鲢的胆囊、胆管。